# Thiego
Willian Thiego de Jesus, detto Thiego (Aracaju, 22 luglio 1986 – La Unión, 28 novembre 2016), è stato un calciatore brasiliano, di ruolo difensore.

## Caratteristiche tecniche
Giocava come difensore centrale.

## Carriera

### Club
Willian Thiego giocò per il Sergipe all'inizio della carriera, e visto che aveva meno di 20 anni, fu messo sotto contratto dal Grêmio per giocare nelle giovanili.
Promosso in prima squadra nel 2007. Visto che nella squadra c'erano già William e Willian Magrão, Willian Thiego decise di chiamarsi semplicemente Thiego, per evitare fraintendimenti. Difensore centrale, fu anche schierato come terzino sinistro da Mano Menezes.
È deceduto insieme alla quasi totalità dei suoi compagni di squadra in seguito all'incidente aereo che ha coinvolto la Chapecoense mentre si stava recando a Medellín per disputare la finale di andata della Copa Sudamericana.

## Palmarès

### Competizioni statali
- Campionato Gaúcho: 1

Grêmio: 2007
- Campionato Cearense: 1

Cearà: 2012
- Campionato Catarinense: 1

Chapecoense: 2016

### Competizioni internazionali
- Coppa Sudamericana: 1

Chapecoense: 2016 (postumo)